# Josep Maria Trullén
Josep Maria Trullén Thomàs (Barcelona, 1954) es un historiador del arte español. Actualmente trabaja como director del Museo Frederic Marès de Barcelona, museo que alberga la colección donada a la ciudad por el escultor Frederic Marès.

## Biografía
El 1977 se licenció en Historia del arte por la Universidad de Barcelona. Entre 1983 y 1985 fue director técnico del Museo del Valle de Arán; entre 1983 y 1993 fue director técnico del Museo Diocesano y Comarcal de Solsona. En 1994 asumió el cargo de director de la Biblioteca Museo Víctor Balaguer de Villanueva y Geltrú, cargo que ostentaría hasta el año 2000. Poco después empezó a trabajar como conservador jefe del Museo Episcopal de Vich. Durante el otoño de 2007 fue nombrado director del Museo de Arte de Gerona, sustituyendo en el cargo a Josep Manuel Rueda, que se incorporó a la Dirección general de Patrimonio Cultural de la Generalidad de Cataluña.
Trullén ha formado parte de la Comisión Ejecutiva de la Junta de Museos de Cataluña desde 1993 a 2011.

## Publicaciones
Ha publicado varios catálogos y estudios sobre las colecciones de los museos donde ha trabajado:
- 2001- Biblioteca Museo Víctor Balaguer. Guía de las colecciones del museo[5]